# الصدمة الجنسية العسكرية
الصدمة الجنسية العسكرية (MST) هو المصطلح المستخدم من قِبل إدارة شؤون المحاربين القدامى (DVA) للإشارة إلى حالات الاغتصاب والاعتداء الجنسي والتحرش الجنسي التي تحدث أثناء الخدمة العسكرية. في حين يتم رصد حالات الاعتداء الجنسي التي تقع داخل الجيش من قِبل مكتب مواجهة الاعتداءات الجنسية والوقاية منها (SAPRO) التابع لوزارة الدفاع (DoD) (انظر الاعتداءات الجنسية في الجيش الأمريكي)، يُعتبر تعريف الصدمة الجنسية العسكرية أوسع بكثير ويتم رصده داخل إدارة شؤون المحاربين القدامى من قِبل فريق الدعم المعني بالتعامل مع الصدمة الجنسية العسكرية.

## الوصف
يشمل مصطلح الصدمة الجنسية العسكرية أي نشاط جنسي يتم بالإكراه، سواء باستخدام القوة البدنية أو التهديد بعواقب سلبية أو التشجيع الضمني أو الوعود بمعاملة مميزة، وكذلك ممارسة الجنس بدون موافقة الطرف الآخر كأن يكون تحت تأثير الخمر وما إلى ذلك. وهناك حالات أخرى يُمكن أن تندرج تحت اسم الصدمة الجنسية العسكرية من بينها: الاتصال الجنسي غير المرغوب فيه والتهديد والتعليقات المهينة والمقدمات الجنسية غير المرغوب فيها.
تقدم الإدارة الصحية للمحاربين القدامى (VHA) خدمات صحية طبية وعقلية للمحاربين القدامى المسجلين في الإدارة والذين يبلغون عن تعرضهم لصدمة جنسية عسكرية ممن قاموا بإجراء الفحص الإلزامي الخاص بالصدمة الجنسية العسكرية من بين جميع المحاربين القدامى المسجلين في برنامج الإدارة الصحية للمحاربين القدامى.

## معدل الانتشار
على الرغم من الاعتقاد السائد بندرة الإبلاغ عن معدلات الصدمة الجنسية سواء في الجيش أو في إدارة المحاربين القدماء (VA), إلا أن عملية الفحص الإلزامي على نطاق المنظومة التي تتم داخل الإدارة الصحية للمحاربين القدامى توفِّر تقديرات جيدة لمعدلات الصدمة الجنسية العسكرية بين المحاربين القدامى على وجه الخصوص. وتجدر الإشارة إلى أن هذه المعدلات تشمل فقط المحاربين القدامى الذين كانوا يتعاملون مع الإدارة الصحية للمحاربين القدامى، ولا تشمل غير المسجلين في الإدارة.
في عام 2007، ذكرت المجلة الأمريكية للصحة العامة (AJPH) أن معدلات الصدمة الجنسية العسكرية بلغت تقريبًا 22% بين المحاربات القدامى و1.2% بين المحاربين القدامى.
في عام 2010، ذكرت المجلة الأمريكية للصحة العامة أن معدلات الصدمة الجنسية العسكرية بين المحاربين الأمريكيين العائدين من الحروب الأخيرة في أفغانستان (عملية التحرير الدائمة OEF) والعراق (عملية تحرير العراق OIF) قد بلغت 15.1% بين النساء و0.7% بين الرجال.

## الحالات المتصلة بالصدمة الجنسية العسكرية
تم الكشف عن عدد من الحالات الصحية الطبية والعقلية المتصلة بتجربة الصدمة الجنسية العسكرية، حيث وجدت الدراسات في نماذج عديدة من المحاربين القدامى من مستخدمي خدمات الإدارة الصحية للمحاربين القدامى أن الأفراد الذين يبلغون عن تعرضهم لصدمة جنسية عسكرية يكونوا معرضين لعدد من التشخيصات الخاصة بالصحة العقلية والبدنية، من بينها اضطراب ما بعد الصدمة (PTSD) والاكتئاب. بالإضافة إلى هذا، قامت دراسة بحثية حديثة بفحص معدلات الأمراض التي يتم نقلها عن طريق الاتصال الجنسي (STIs) والاختلالات الجنسية بين المحاربين الذين شاركوا في عملية التحرير الدائم وعملية تحرير العراق من بين مستخدمي خدمات الإدارة الصحية للمحاربين القدامى، ووجدت الدراسة أن نتيجة الفحص الإيجابي للصدمة الجنسية العسكرية غالبًا ما تقترن بارتفاع احتمالية الإصابة بعدد من الأمراض والاختلالات الجنسية بين الرجال والنساء.

## وصلات خارجية
- http://www.mentalhealth.va.gov/msthome.asp
- Uniform Betrayal: Rape in the Military Documentary produced by HealthyState.org (Health News from Florida Public Media)